# American Expeditionary Force Siberia
L'American Expeditionary Force Siberia, abbreviato AEF Siberia (in italiano Corpo di spedizione americano in Siberia), fu un contingente dello United States Army che partecipò alla Guerra civile russa a Vladivostok, nell'Impero russo, tra il 1918 e il 1920, dopo la Rivoluzione d'ottobre, mentre la prima guerra mondiale volgeva al termine.
Le ragioni dichiarate del presidente Woodrow Wilson per giustificare l'invio di truppe in Siberia erano tanto diplomatiche quanto militari.
Uno degli obiettivi principali era quello di salvare i 40.000 uomini delle Legioni cecoslovacche, che erano stati bloccati dalle forze bolsceviche mentre cercavano di farsi strada lungo la ferrovia Transiberiana verso Vladivostok e si sperava, fino al fronte occidentale.
Un altro motivo importante era di proteggere le grandi quantità di rifornimenti militari e materiale rotabile ferroviario che gli Stati Uniti avevano inviato nell'estremo oriente russo a sostegno degli sforzi bellici del precedente governo russo sul fronte orientale.
Altrettanto sottolineata da Wilson fu la necessità di "stabilizzare ogni tentativo di auto-governo o autodifesa per il quale gli stessi russi potrebbero essere disposti ad accettare assistenza."
All'epoca le forze bolsceviche in Siberia controllavano solo piccole sacche e Wilson voleva assicurarsi che né predoni cosacchi, né l'esercito giapponese avrebbe sfruttato l'instabile situazione politica lungo la strategica linea ferroviaria e nelle regioni siberiane ricche di risorse che attraversa.
Parallelamente e per ragioni analoghe, Wilson inviò circa 5.000 soldati americani ad Arcangelo, in Russia: la Spedizione orso polare.

## La spedizione

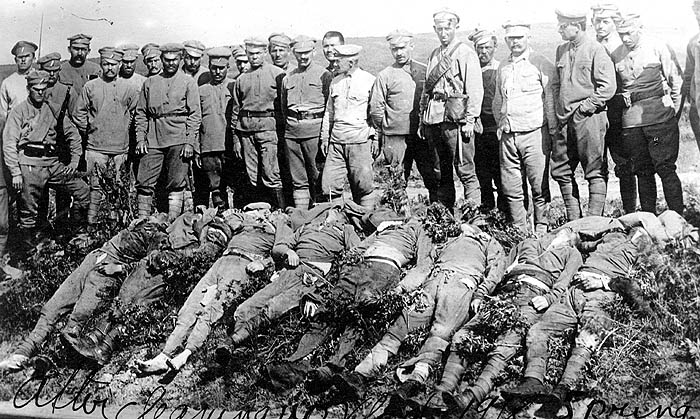
Soldati delle Legioni cecoslovacche uccisi dai bolscevichi a Vladivostok.

Il corpo di spedizione era comandato dal maggior generale William S. Graves e in totale contava 7.950 tra ufficiali e soldati di truppa dell'esercito degli Stati Uniti: comprendeva il 27° e il 31º Reggimento di fanteria oltre a un gran numero di volontari provenienti dai 13°, 62° e 12° Reggimento dell'8th Division di fanteria, precedentemente comandata da Graves.
Provenivano dalle Filippine e da Camp Fremont in California.
Le truppe americane erano equipaggiate con fucili automatici M1918 (BAR), fucili da trincea Browning Auto-5, fucili Springfield M1903 e pistole Colt .45, a seconda delle mansioni.
Sebbene il generale Graves non arrivò in Siberia fino al 4 settembre 1918, i primi 3.000 soldati americani sbarcarono a Vladivostok tra il 15 e il 21 agosto 1918 e furono rapidamente assegnati a servizio di guardia lungo segmenti della ferrovia tra Vladivostok e Nikol'sk-'Ussurijskij a nord.
A differenza dei suoi omologhi alleati il generale Graves riteneva che la missione in Siberia fosse di proteggere i rifornimenti di proprietà americana e aiutare le Legioni cecoslovacche ad evacuare dalla Russia e non di lottare contro i bolscevichi.
Ripetutamente richiamato alla moderazione, Graves spesso si scontrò con i comandanti delle forze britanniche, francesi e giapponesi, che pure avevano truppe nella regione e che volevano che prendesse un ruolo più attivo nell'intervento militare in Siberia.

## Problemi logistici e perdite
Per i soldati l'esperienza in Siberia fu terribile.
Erano molto diffusi i problemi con il carburante, munizioni, rifornimenti e cibo.
I cavalli abituati a climi temperati non erano in grado di operare a temperature sotto zero.
Le mitragliatrici raffreddate ad acqua congelarono e divennero inutili.
Gli ultimi soldati americani lasciarono la Siberia il 1º aprile 1920.
Durante i 19 mesi di permanenza in Siberia 189 soldati della AEF Siberia morirono per varie  cause.
In confronto, la più piccola American North Russia Expeditionary Force, durante nove mesi di combattimenti vicino ad Arcangelo, subì 235 decessi per varie cause.

### Riguardo all'invasione della Russia
- (EN)  With the "Die-Hards" in Siberia, in Progetto Gutenberg. (1920; Reprint 2004 Reprint ISBN 1-4191-9446-1)
- (EN) David S. Foglesong, America's Secret War Against Bolshevism: U.S. Intervention in the Russian Civil War, 1917–1920, Chapel Hill, University of North Carolina Press, 1995, ISBN 0-8078-2228-0. Recensione del libro su Humanities and Social Sciences Online
- (EN) Richard Goldhurst, The Midnight War, McGraw-Hill, 1978, ISBN 0-07-023663-1.
- (EN) George Constantine Guins, The Siberian intervention, 1918–1919, Russian Review Inc, 1969, ASIN B0007FQDTU.
- (EN) Michael Hendrick, An Investigation of American Siberian intervention (1918–1920), Texas Southern University, 1972, ASIN: B0006W99ZE.
- (EN) Miles Hudson, Intervention in Russia 1918–1920: A Cautionary Tale, Pen and Sword, 2004, ISBN 1-84415-033-X.
- (EN) Sylvian G. Kindall, American Soldiers in Siberia, Richard R. Smith, 1945, ASIN B000BFHTSU.
- (EN) Robert L. Willett, Russian Sideshow: America's Undeclared War, 1918–1920, Potomac Books, 2003, ISBN 978-1-57488-429-6.
- (EN) John Albert White, The Siberian Intervention, Princeton University Press, 1950, ASIN: B0007EGUTO.

### LaAEF Siberia
- (EN) William S. Graves, America's Siberian Adventure, 1918–1920, Ayer Co Pub, 1940, ISBN 0-405-03083-5.
- (EN) Dennis Gordon, Quartered in Hell: The Story of the American North Russia Expeditionary Force 1918–1919, G O S, 1982, ISBN 0-942258-00-2.
- (EN) Robert James Maddox, The Unknown War with Russia: Wilson's Siberian intervention, Presidio Press, 1977, ISBN 0-89141-013-9.
- (EN) Betty Miller Unterberger, America's Siberian Expedition 1918–1920: A Study of National Policy, Greenwood Press Reprint, 1969, ISBN 0-8371-0726-1.